# Open Prévadiès 2006
L'Open Prévadiès 2006 è stato un torneo di tennis facente parte della categoria ATP Challenger Series nell'ambito dell'ATP Challenger Series 2006. Il torneo si è giocato a Saint-Brieuc in Francia dal 27 marzo al 2 aprile 2006 su campi in terra rossa indoor.

## Vincitori

### Singolare
Marc Gicquel ha battuto in finale  Peter Wessels con il punteggio di 6–3, 6–1

### Doppio
Eric Butorac /  Chris Drake hanno battuto in finale  Michael Lammer /  Stéphane Robert con il punteggio di 6–4, 6–4